# Festival van San Remo 1955
Het Festival van San Remo 1955 was de vijfde editie van de liedjeswedstrijd.

## Finale
1. Buongiorno tristezza (Giuseppe Fiorelli e Mario Ruccione) Claudio Villa – Tullio Pane
2. Il torrente (Liman e Carmi) Claudio Villa – Tullio Pane
3. Canto nella valle (Umberto Fusco e Mario Panzeri) Natalino Otto e Trio Aurora – Bruno Pallesi, Nuccia Bongiovanni e Radio Boys
4. Incantatella (Enzo Bonagura) Claudio Villa – Narciso Parigi
5. Un cuore (Mendes-Falcocchio) Antonio Basurto – Gianni Ravera
6. L'ombra (Walter Coli) Jula De Palma – Marisa Colomber
7. Ci ciu cì (cantava un usignol) (Ettore Minoretti-Saverio Seracini) Narciso Parigi e Radio Boys – Natalino Otto e Trio Aurora
8. Una fotografia nella cornice (Mannucci-Fecchi) Natalino Otto – Antonio Basurto

## Halvefinalisten
- Cantilena del trainante (Faccenna-De Angelis) Jula De Palma – Antonio Basurto
- Che fai tu luna in ciel (Rastelli-Brinniti) Bruno Pallesi – Jula De Palma
- Era un omino (Angelo Paolillo) Clara Jaione e Radio Boys – Nella Colombo, Bruno Rosettani e Trio Aurora
- I tre timidi (Eros Valladi) Natalino Otto – Nuccia Bongiovanni e Radio Boys
- Il primo viaggio (Sargon) Bruno Pallesi e Nuccia Bongiovanni – Bruno Rosettani, Nella Colombo e Trio Aurora
- Non penserò che a te (Taddei-Poggiali-Minasi) Gianni Ravera – Tullio Pane
- Sentiero (Cherubini-Concina) Bruno Pallesi – Jula De Palma
- Zucchero e pepe (Biri-Lydia Capece Minutolo-Vittorio Mascheroni) Bruno Rosettani e Trio Aurora – Clara Jaione e Radio Boys

1951 · 1952 · 1953 · 1954 · 1955 · 1956 · 1957 · 1958 · 1959 · 1960 · 1961 · 1962 · 1963 · 1964 · 1965 · 1966 · 1967 · 1968 · 1969 · 1970 · 1971 · 1972 · 1973 · 1974 · 1975 · 1976 · 1977 · 1978 · 1979 · 1980 · 1981 · 1982 · 1983 · 1984 · 1985 · 1986 · 1987 · 1988 · 1989 · 1990 · 1991 · 1992 · 1993 · 1994 · 1995 · 1996 · 1997 · 1998 · 1999 · 2000 · 2001 · 2002 · 2003 · 2004 · 2005 · 2006 · 2007 · 2008 · 2009 · 2010 · 2011 · 2012 · 2013 · 2014 · 2015 · 2016 · 2017 · 2018 · 2019 · 2020 · 2021 · 2022 · 2023 · 2024 · 2025